# Двигун V16

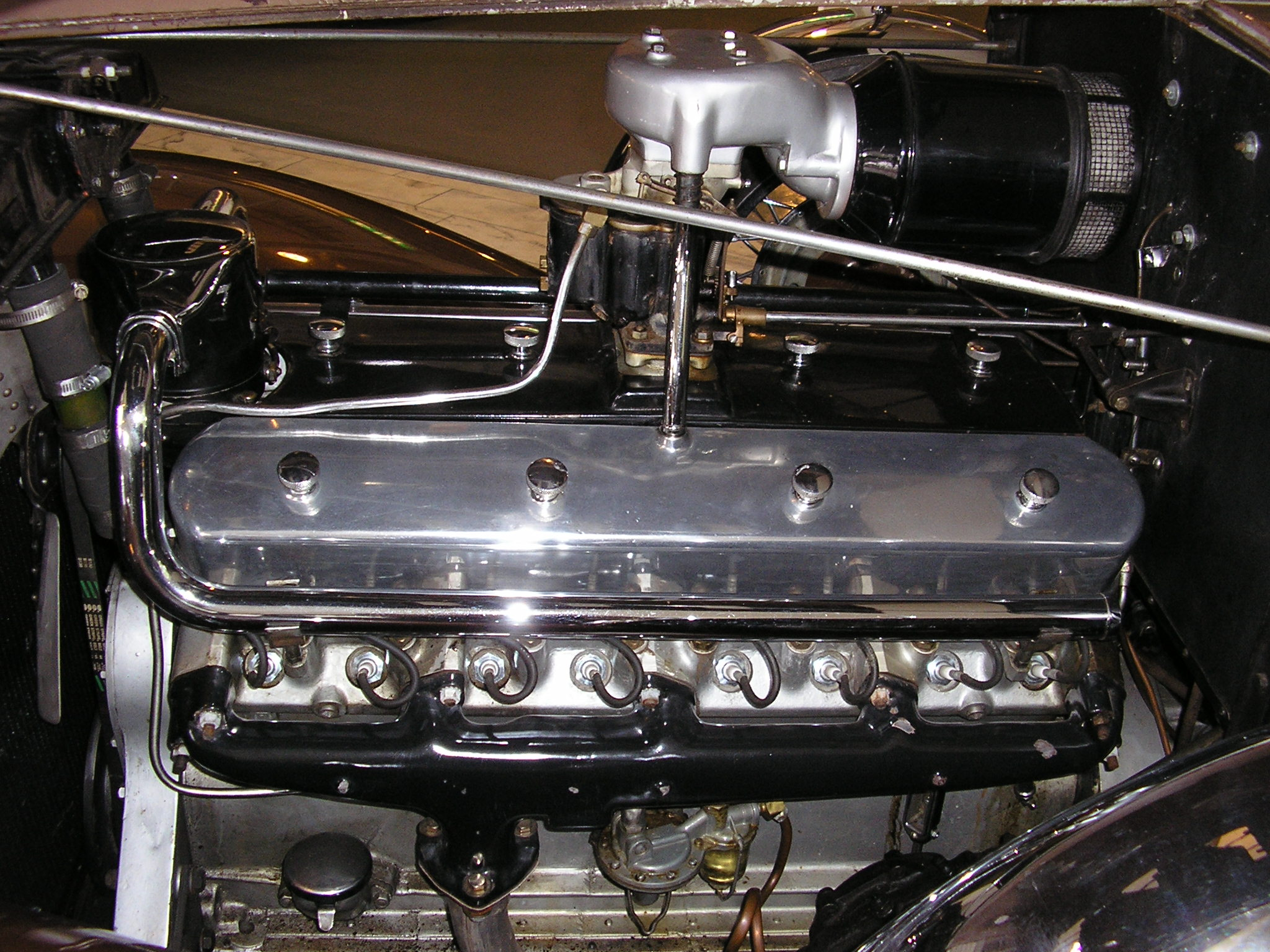
Автомобільний двигун V16 Marmon 1933 року.

Двигун V16 — це шістнадцятициліндровий поршневий двигун, у якому дві групи по вісім циліндрів розташовані у формі V навколо загального колінчастого вала. Двигуни V16 менш поширені, ніж двигуни з меншою кількістю циліндрів, наприклад двигуни V8 і V12. Кожен блок двигуна V16 можна розглядати як рядний восьмициліндровий двигун, який за своєю суттю може бути збалансованим. Більшість двигунів V16 мають кут 45°.
Вперше двигун V16 було використано в експериментальному літаку Antoinette VII 1910 року, а потім у кількох автомобілях у 1930-х роках. Сьогодні найпоширенішими застосуваннями двигунів V16 є залізничні локомотиви, морські судна та стаціонарні генератори електроенергії.

## Використання на автомобілях

### Серійні автомобілі

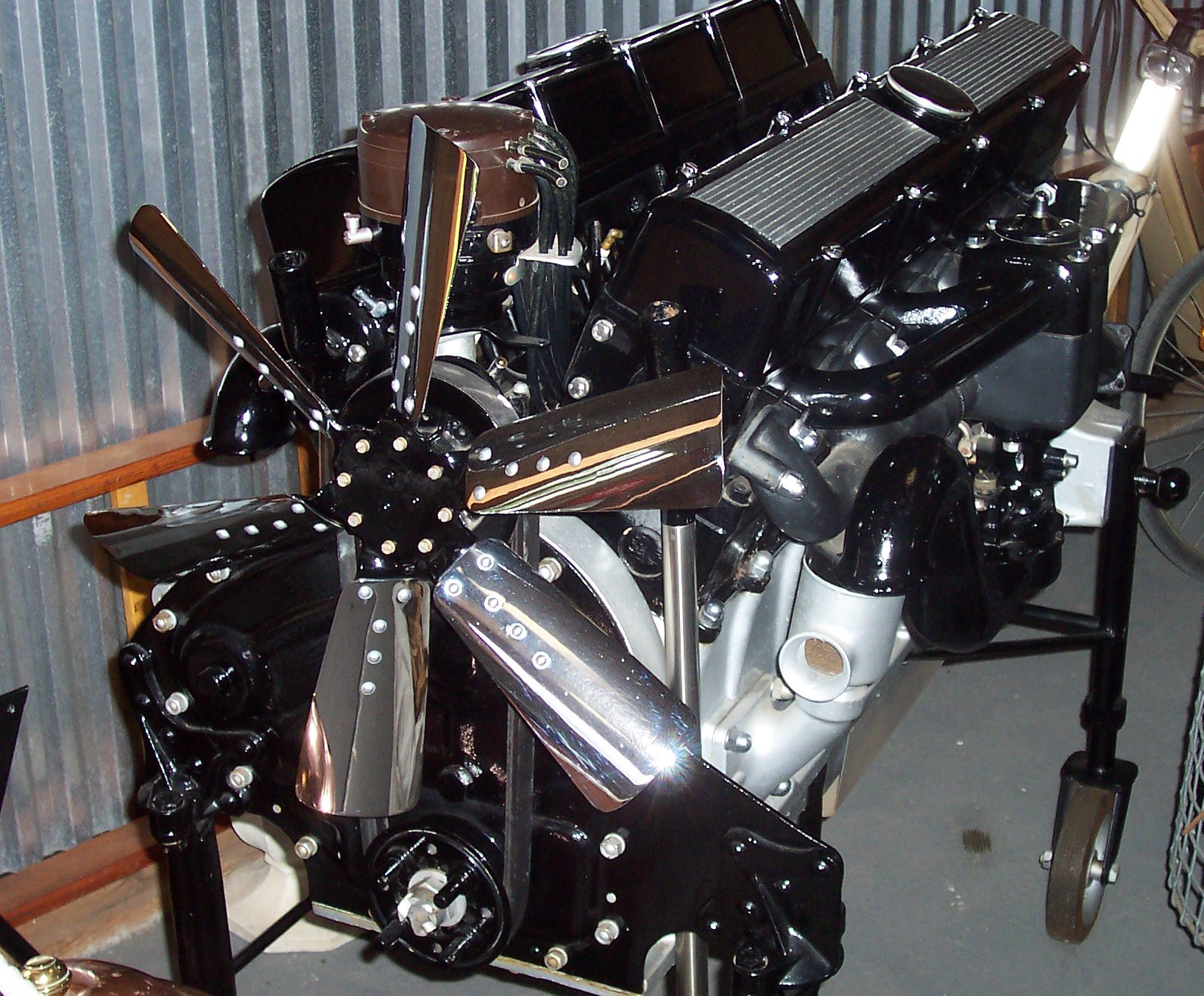
Двигун Cadillac V16 початку 1930-х років

Першим серійним автомобілем з двигуном V16 був Cadillac V-16, представлений у січні 1930 року. Двигун Cadillac V16 спочатку випускався з робочим об'ємом 452 дюйм3 (7,4 л), OHV і V-кут 45 градусів. Для серії 90 1938 року двигун був перероблений до робочого об’єму 431 дюйм3 (7 062,8 см3) , клапанний механізм із плоскою головкою та V-кут 135 градусів (останній для досягнення меншої висоти капота). Ця 431 дюйм3 (7 062,8 см3) версія виробляла таку ж потужність, як і її безпосередній попередник, але була набагато менш складною, мала більш жорсткий колінчастий вал, що сприяло довговічності та плавності, і навіть мала зовнішній масляний фільтр, рідкість для будь-якого автомобіля за будь-яку ціну в ті часи.
Компанія Marmon Motor Car фактично почала розробку двигуна V16 у 1927 році (раніше, ніж Cadillac). Однак його програма розробки зайняла більше часу, і Marmon Sixteen був випущений у 1931 році. Цей двигун мав V-подібний кут 45 градусів, використовував пресовані сталеві гільзи циліндрів і був виготовлений переважно з алюмінію. З 1931 по 1933 рік було випущено лише 400 Marmon Sixteens.
У 1991 році почалося виробництво Cizeta-Moroder V16T з 16-циліндровим двигуном в унікальній конфігурації. Замість звичайної компоновки V16, двигун був фактично двома окремими поперечно встановленими двигунами V8 із шестернею між ними, що забезпечувало єдиний вихід від центру вузла двигуна до трансмісії. До припинення діяльності компанії було випущено лише кілька автомобілів.

### Прототипи автомобілів

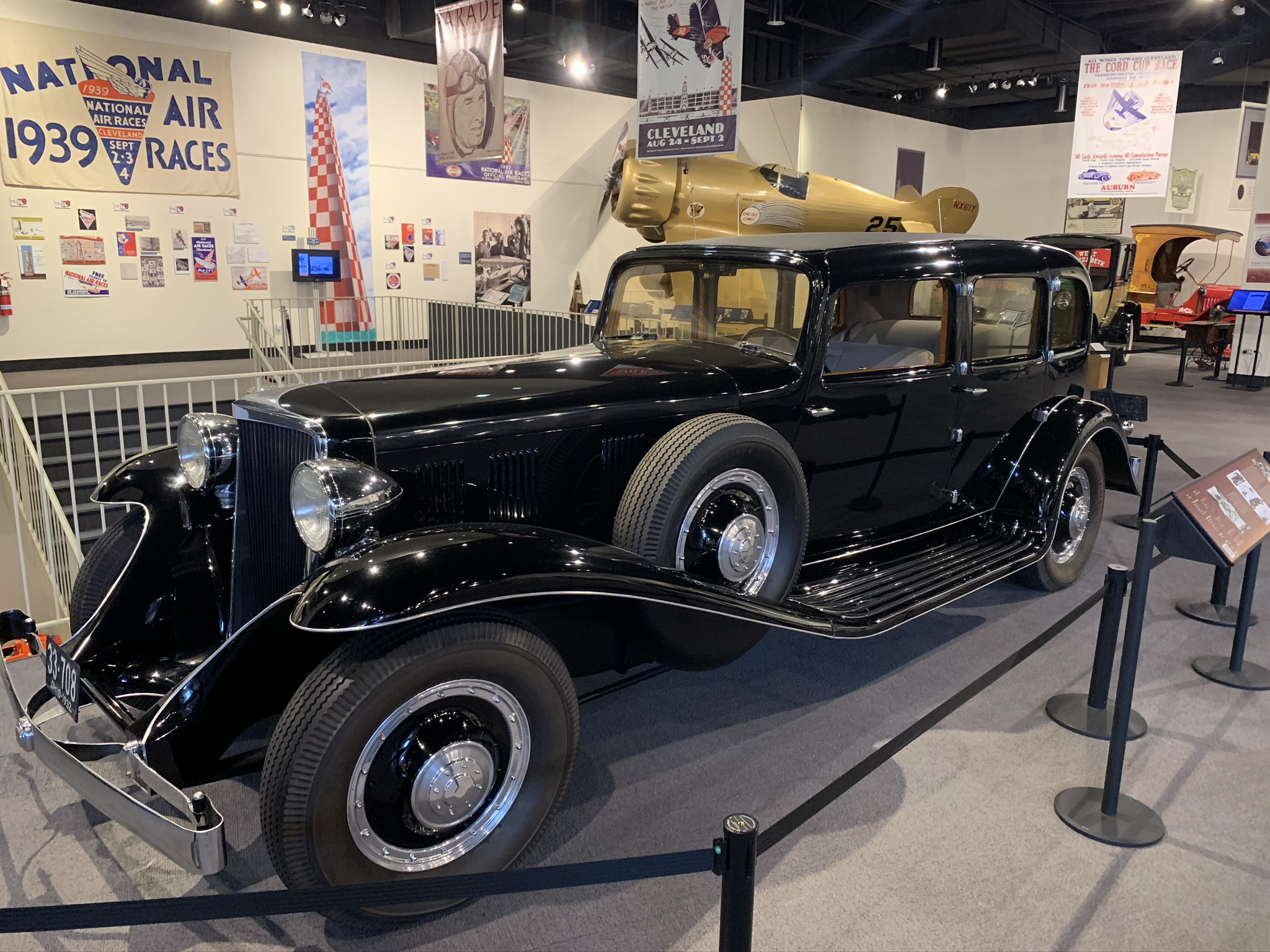
Прототип Peerless Sixteen 1932 року

Компанія Peerless Motor Company розробила двигун V16 на початку 1930-х років, але було створено лише один прототип, перш ніж усе виробництво автомобілів припинилося, а компанія перетворила свою фабрику на пивоварню після закінчення сухого закону в Сполучених Штатах. 
В кінці 1980-х BMW Goldfish V16 6,7 л (409 дюйм3) був розроблений двигун на основі нового двигуна BMW V12. Прототипи були встановлені на подовжену колісну базу 7 серії, а потім на початку 1990-х років на Bentley Mulsanne. Приблизно в той же час Mercedes-Benz розробив 8,0 л (488 дюйм3) двигун V16 для лімузина S-класу. Між 1988 і 1990 роками було побудовано приблизно 35 прототипів.
Концепт-кар Cadillac Sixteen 2003 року був представлений з двигуном 13,6 л (830 дюйм3) двигун V16, який базувався на двигунах General Motors LS V8. Наступного року було представлено концепт-кар Rolls-Royce 100EX з 9,0 л (549 дюйм3) двигун V16. Автомобіль, показаний у фільмі Johnny English Reborn, оснащений двигуном V16.
Прототип Devel Sixteen 2017 року використовував квадротурбіну 12,3 л (751 дюйм3) двигун V16.

### Гоночні автомобілі

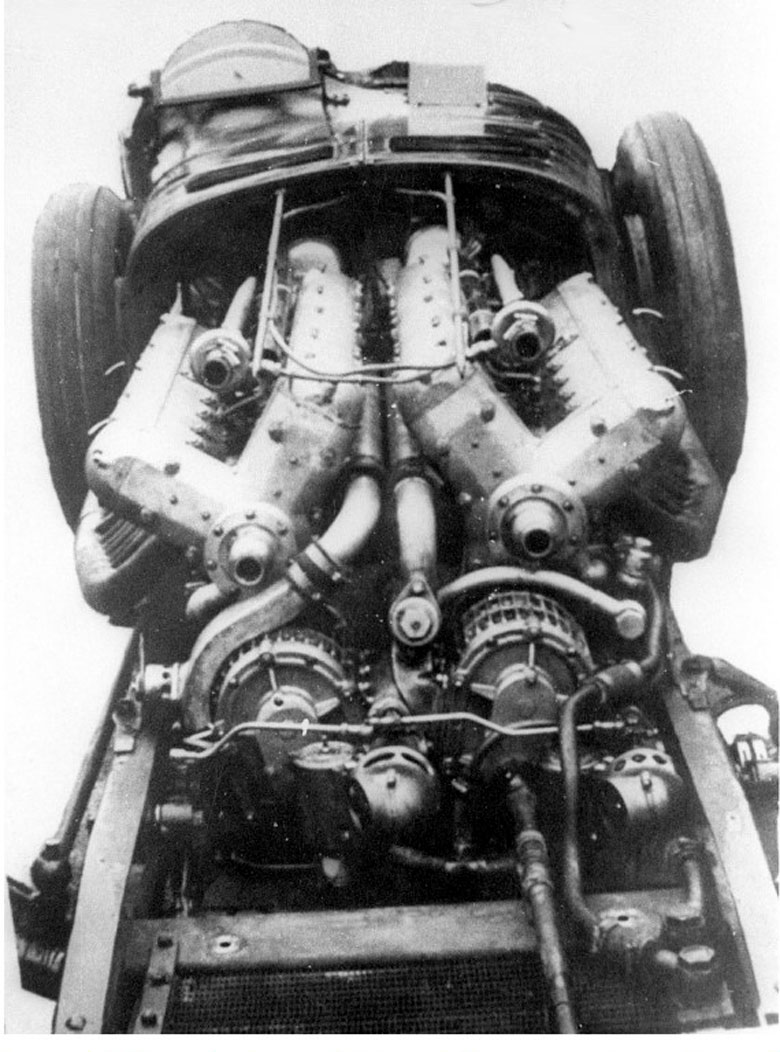
16-циліндровий двигун Maserati V4

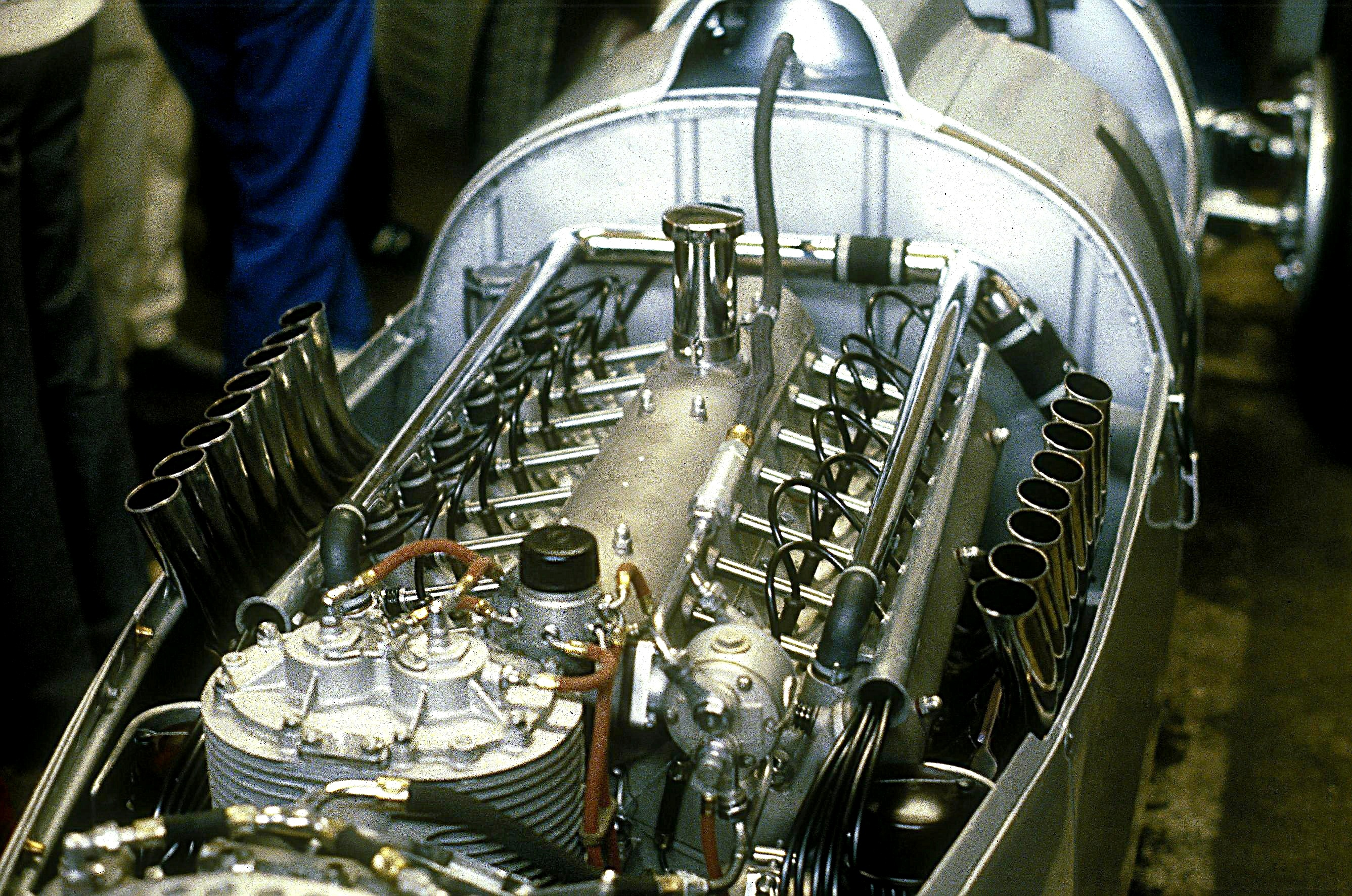
Двигун Auto Union Type C

Першим відомим використанням V16 в автоперегонах був автомобіль Maserati Tipo V4, який використовувався в перегонах Гран-Прі.  Tipo V4 дебютував у Монці в 1929 році та досяг світового рекорду швидкості 245,9 км/год (152,8 миля/год) на заході в Кремоні, Італія. 
На Індіанаполісі 500 1931 року виготовлений на замовлення двигун V16 був встановлений на «суперкарі» Корда, яким керував Шорті Кантлон. Автомобіль був конкурентоспроможним, змінивши позицію з 26-го місця на сітці до 3-го, але сповільнювався через ненадійність, яку ще більше посилювало необхідність заміни всіх шістнадцяти свічок запалювання. Наступного року Браян Солпо кваліфікував машину на третій позиції. На 55 колі в автомобіля зламався маслопровід, і їхня гонка завершилася. Незабаром після перегонів V16 було видалено та замінено на звичайний чотирициліндровий двигун Miller. 
Середньомоторні автомобілі Auto Union Type A, Type B і Type C Grand Prix 1933–1938 років оснащувалися двигуном 4,4 л (269 дюйм3) з наддувом. Через зміну правил у 1938 році їх замінили на двигун V12 для гоночних автомобілів типу D. До цієї зміни правил Alfa Romeo Tipo 316 брав участь у Гран-прі Триполі 1938 року з 60-градусним двигуном V16. 
Єдиним відомим використанням двигуна V16 в епоху після Другої світової війни є двигун V16 British Racing Motors (BRM), який використовувався в гонках Формули-1 з 1950 по 1955 рік. Двигун був 1,5 л (91 дюйм3) конструкція з наддувом, яка виявилася невдалою, попри високу потужність. Офіційно випущено 410 кВт (550 к. с.) але, ймовірно, доставлено близько 450 кВт (600 к. с.).  Автомобілем було важко керувати, оскільки діапазон потужності був у вузькому діапазоні та на високих обертах.

## Морське/залізничне застосування

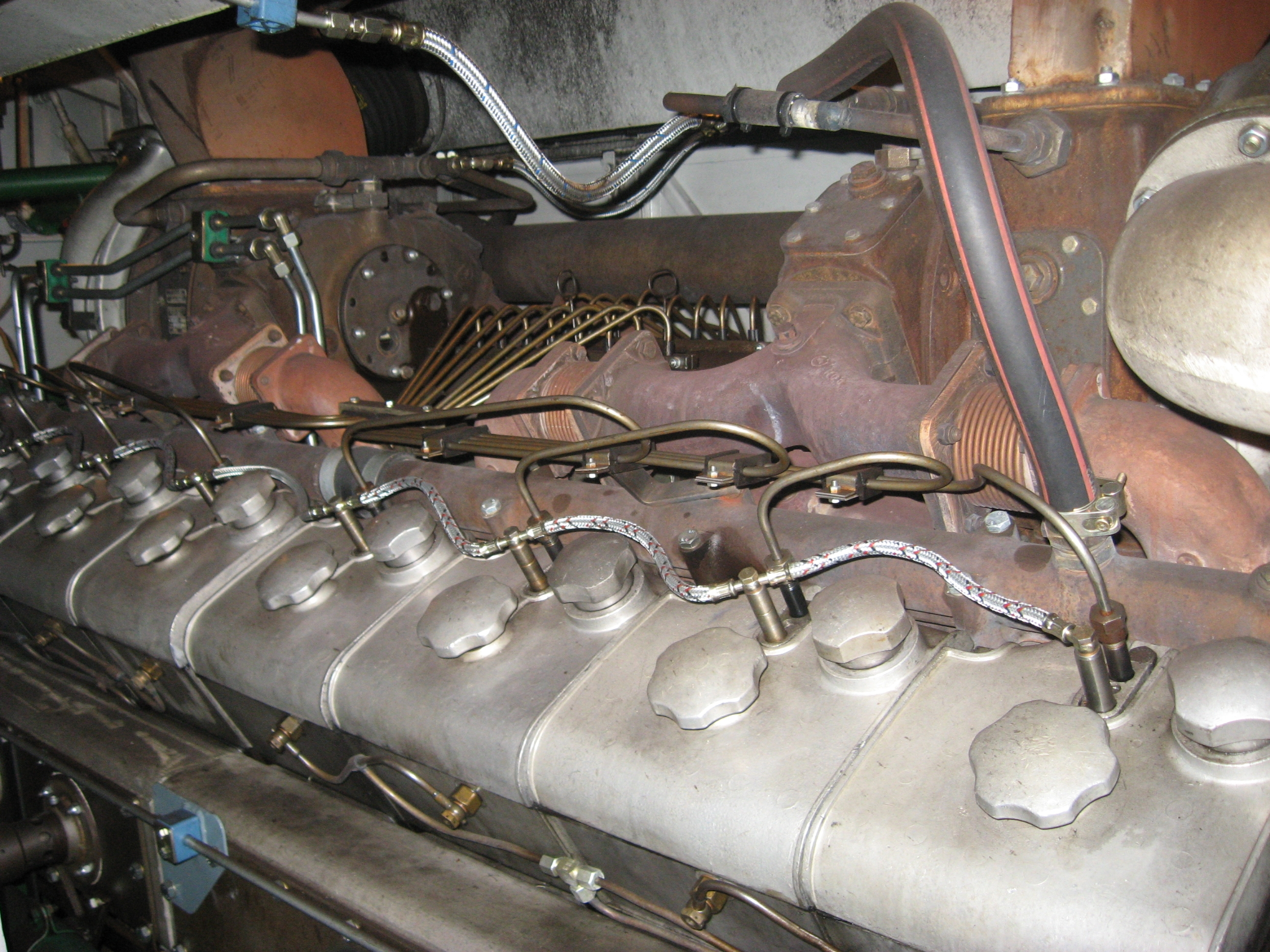
Двигун Tampella MGO в локомотиві VR Class Dv12

Конфігурація V16 також використовується в кількох дизельних двигунах великого об'єму, які використовуються як морські двигуни або в залізничних локомотивах. Це пов’язано з тим, що виробники часто проєктують двигун із фіксованим робочим об’ємом на циліндр, а потім додають додаткові циліндри до конструкції, доки не буде досягнуто необхідної потужності. Наприклад, модельний ряд двигунів Electro-Motive Diesel 710 має робочий об’єм 710 дюйм3 (11,6 л) на циліндр, з 16-циліндровою версією (називається EMD 16-710 ), що виробляє понад 4 300 к. с. (3,2 МВт).
GE Transportation виробляє чотиритактні двигуни серії 7FD (використовуються в морських, локомотивних і стаціонарних установках), які мають робочий об’єм 668 дюйм3 (10,9 л) на циліндр і може виробляти понад 4 400 к. с. (3,3 МВт). GE також виробляє GEVO-16, який виробляє понад 6 000 к. с. (4,47 МВт).
Іншим дизельним двигуном V16 є Wärtsilä 46F, який виробляє понад 25,700 к. с. (0,0 МВт) при 600 об/хв. 
У Великій Британії з 1947 року дочірня компанія English Electric diesel engines  розробила двигун V16 для залізничного та морського використання на основі його 10-дюймового отвору x 12-дюймового ходу (254 мм x 305 мм) серії K з 1930-х років, зокрема використовується в локомотивах Британських залізниць класу 40 і 50 з вихідною потужністю в діапазоні 2000-3000 к.с. (1492-2238 кВт) при швидкості від 600 до 900 об/хв. Цей двигун також походить із серії, заснованої на фіксованому розмірі циліндра 942 куб. (15,4 л) на циліндр, що забезпечує загальну потужність V16 15 072 куб. (246 л).
Іншим відомим виробником, який запропонував конфігурацію V16, була корпорація Detroit Diesel, особливо у своїх 2-тактних дизельних двигунах серій 71, 92 і 149 з потужністю від 650 до понад 2400. к.с. (485-1790 кВт) при швидкості понад 2000 об/хв у менших діапазонах. Знову ці двигуни базувалися на загальних частинах (цифрове позначення — це розмір циліндра в кубічних дюймах) і використовувалися для морських, генераторних і позашляхових кар’єрних вантажівок. Модульна природа двигунів означала, що конфігурація V16 була створена шляхом об’єднання двох блоків двигуна V8, а 2-тактний цикл запропонував відмінне співвідношення потужності до ваги, при цьому 16V149 був здатний дорівнювати потужності набагато більшого, повільнішого 4-циліндрового двигуна. такт двигунів.
Fairbanks Morse виробляє такі дизельні двигуни V16, FM | ALCO 251 F, FM | COLT-PIELSTICK PA6B STC, FM | COLT-PIELSTICK PC2.5 STC, FM | MAN 28/33D STC, FM | MAN 32/44CR, FM | MAN 48/60 CR і FM | MAN 175D.

## Використання у літаках

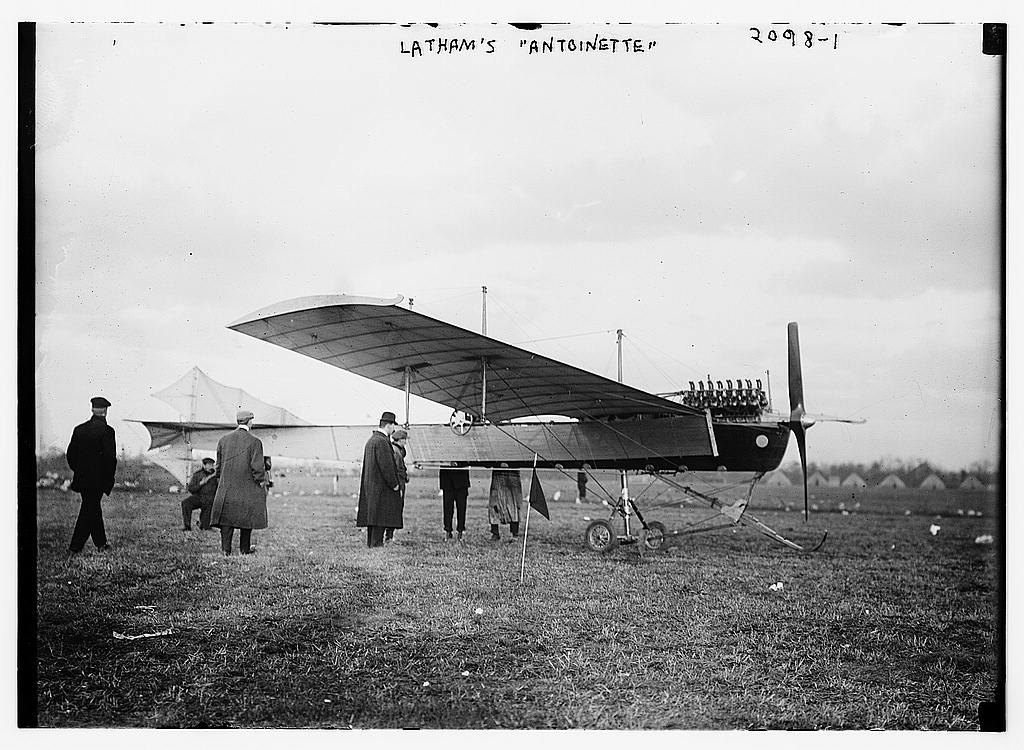
Експериментальний літак Антуанетти VII

Версія Antoinette VII 1910 року була оснащена двигуном V16 і брала участь у Кубку Гордона Беннетта 1910 року в США. 
Дирижаблі «Гінденбург» 1930-х років оснащені чотирма дизельними двигунами Daimler-Benz DB 602 V16.
У першій половині 20 століття декілька прототипів літаків використовували двигуни V16, зокрема:
- Прототип 1907 року, розроблений інженером Антуанетти Леоном Левавассером.
- Дюзенберг розробив двигун V16 для використання у військових літаках у середині 1910-х років. Перша світова війна закінчилася до того, як двигун почали випробувати на літаку. [13]
- Розробка інвертованого двигуна V16 Chrysler IV-2220 почалася в 1939 році, коли уряд Сполучених Штатів уклав контракт з Chrysler на створення нового двигуна для використання у винищувачах. Отриманий двигун отримав оцінку потужності у 2 500 к. с. (1 900 кВт), однак до червня 1945 року двигун був готовий до випробувань. Прототип двигуна був встановлений на P-47 Thunderbolt (позначений як XP-47H),[14] який досяг максимальної швидкості 504 миля/год (811 км/год). Друга світова війна закінчилася незабаром після випробувань, тому розробку двигуна припинили.